# La Palma d’Ebre
La Palma d'Ebre – gmina w Hiszpanii, w prowincji Tarragona, w Katalonii, o powierzchni 38,22 km². W lutym 2019 roku gmina liczyła 353 mieszkańców.